# Georg Heinrich Orth

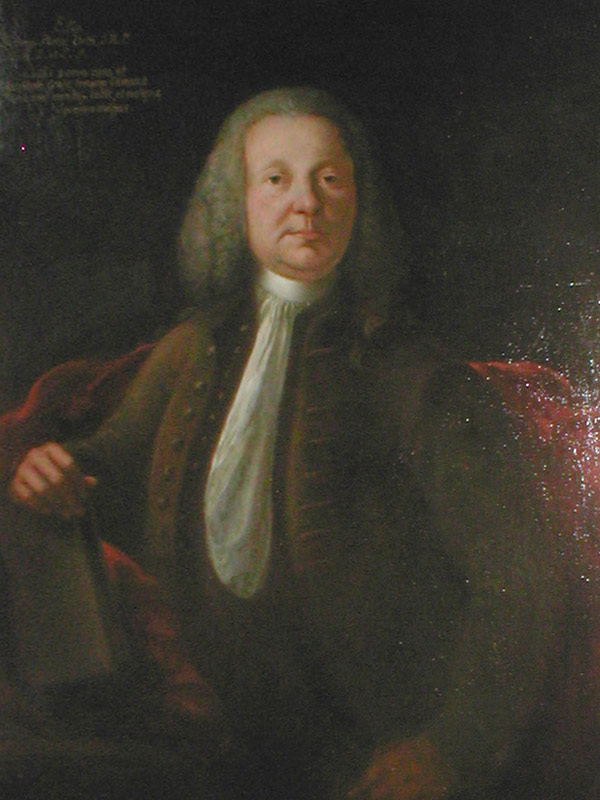
Georg Heinrich Orth

Georg Heinrich Orth (* 17. Februar 1698 in Heilbronn; † 2. Januar 1769) war von 1754 bis 1769 Bürgermeister von Heilbronn.

## Leben
Georg Heinrich Orth entstammt dem Langenselboldischen Zweig der Familie Orth, die ursprünglich aus Langenselbold in der Nähe von Hanau gekommen und 1533 über Frankfurt am Main nach Heilbronn eingewandert waren. Das Wappen des Langenselboldischen Zweigs der Familie Orth stellt einen goldenen Löwen dar, der aufspringt und einen Pfeil hält. Der Sohn des Bürgermeisters Johann Heinrich Orth (1653–1733) und der Pfarrerstochter Maria Barbara Sommerhard (1672–1738) besuchte das Heilbronner Gymnasium und immatrikulierte sich am 29. April 1716 an der Universität Jena für Rechtswissenschaft, wo er als Lizentiat abschloss. Zurück in Heilbronn ließ er sich als Advokat und Rechtskonsulent nieder und wurde am 13. Juli 1731 in den inneren, kleinen Rat der Stadt berufen. Am 18. August 1739 wurde er Steuerherr. Nach dem Tode des Bürgermeisters Johann Ludwig Kübel 1753 wurde er dritter Bürgermeister und damit verbunden auch Vogt des reichsstädtischen Dorfes Böckingen. Nach dem Tod von Johannes Schübler rückte er 1757 auf die zweite Bürgermeisterstelle nach. Nachdem Esaias Meyer 1765 aus Altersgründen sein Amt niederlegte, folgte ihm Orth im Amt als erster Bürgermeister. Er verstarb nach kurzer schwerer Krankheit im Januar 1769 und wurde im Friedhof an der Weinsberger Straße beigesetzt. Vor seinem Tod hatte er einen Text vorbereitet, der anstelle einer Predigt an seinem Grab verlesen wurde. Der Pfarrer notierte, er sei „würdig seiner Ämter“ gewesen.
Er war verheiratet mit Dorothea Catharina Maria Andler, Tochter des Kaufmanns Levin Friedrich Andler, und hatte mit ihr acht Kinder. Der Sohn Heinrich Karl Philibert Orth (1733–1795) wurde später auch Bürgermeister zu Heilbronn. Ein weiterer Sohn Eberhard Raimund Orth (1738–1800) wurde Pfarrer. Tochter Sofia Dorothea Orth (1734–1805) heiratete Johann Rudolf Schlegel, der 1760 bis 1790 Rektor des Heilbronner Gymnasiums war, eine weitere Tochter Magdalena Regina Sidonie (1746–1816) heiratete in die Heilbronner Ratsherrenfamilie Feyerabend.